# Всемирный день тайцзицюань и цигуна
Всемирный день тайцзицюань и цигуна (  (en) World Tai Chi and Qigong Day (WTCQD) или World T'ai Chi and Ch'i Kung Day ),  является ежегодным мероприятием, проводимым в последнюю субботу апреля каждый год, чтобы продвигать дисциплины связанные с тайцзицюань и цигуном  почти в восьмидесяти странах мира, начиная с 1999 года .  Он служит средством широкого информирования о медицинских исследованиях и школах обучения в этих дисциплинах.  Основатели Всемирного дня Тайцзи и Цигун: Билл Дуглас (Bill Douglas) и Анжела Вон-Дуглас (Angela Wong-Douglas). По сложившейся традиции, в этот день люди, занимающиеся Тайцзи и Цигун, проводят не только массовые показательные занятия, но и бесплатные мастер-классы, обучая желающих присоединиться к философии Тайцзи и здоровому образу жизни. В некоторых странах, например, в Бразилии, Египте, Пуэрто-Рико, США, Франции этот день отмечается на национальном уровне. Мероприятие широко освещается в ведущих мировых средствах массовой информации: CNN, BBC, агентство Франс-Пресс, New York Times, aгентство Синьхуа.

## Обзор
Начинается это всемирное мероприятие в стране самой ранней часовой зоны — Новой Зеландии — в 10 часов утра. Затем к новозеландцам постепенно присоединяются жители Океании, Азии, Африки, Европы, Северной и Южной Америк — практикующие почти восьмидесяти стран и нескольких сотен городов вовлекаются в движение Тайцзи и Цигун в течение суток и заканчивают в самом позднем часовом поясе — на Гавайских островах — почти на день отстав от Новой Зеландии.Заявленными целями организаторов Всемирного дня тайцзи и цигун являются:
1. Оповещение мира о новых медицинских исследованиях, раскрывающих преимущества для здоровья человека практики тайцзицюань и цигун.
2. Пропаганда  использования различных форм и лекарств традиционной китайской медицины в бизнесе, здравоохранении, образовании и реабилитации наркоманов.
3. Обеспечить глобальное видение сотрудничества в области  медицины и оздоровительных практик, невзирая на границы,  чтобы охватить мудрость всех культур мира.
4. Выражение благодарности китайской культуре за обретение миром ценностей тайцзи и цигун.

## Организация
Каждая местная школа, группа и ассоциация, посвященная этим китайским практикам, сама принимает решение о форме организации мероприятия, большинство из них включает бесплатные занятия и массовые выставки. В качестве международного координатора выступает Всемирный офис тайцзи и цигун, расположенный в городе Канзас-Сити (штат Миссури, США). Именно в этом городе в 1998 году произошел первый публичный показ древних китайских практик, который и вдохновил организаторов на проведение глобальных мероприятий.

## История
Всемирный день Тайцзи и Цигун  получил статус международного в 1999 году. Однако, первый публичный показ, послуживший вдохновителем развития глобальных мероприятий, состоялся в 1998 году в Канзас - Сити штата Миссури. На этот первый показ, устроенный Клубом Тайцзи города и прошедший на лужайке Музея искусств Нельсона Аткинса (Nelson Atkins Museum of Art), собралось около двухсот человек. Телекомпания CNN Headline News освещала это событие, которое вызвало интерес далеко за пределами Канзас - Сити, движение быстро росло и вскоре уже стало событием на национальном и международном уровне в последующие годы. С тех пор показательные выступления проводятся ежегодно боле чем в семидесяти странах в последнюю субботу апреля. Тайцзицюань и цигун обрели популярность в мире и являются результатом опыта многотысячелетней китайской культуры и традиционной китайской медицины. Официальная наука формально не признаёт их. Китайцы высоко ценят цигун за его эффективность как в лечении, так и в профилактике заболеваний, а в последнее время они всё шире использовали его в сочетании с современной медициной для лечения рака, нарушений иммунной системы и других опасных для жизни состояний. История  тайцзицюань уходит вглубь веков. Первые свидетельства появления тайцзицюань относятся к VI веку н.э. и связаны с подготовкой отрядов самообороны в уезде Шэсянь. По сути тайцзицюань тогда являлся системой армейского рукопашного боя. Как поддерживающее средство и средство, предотвращающее заболевания, тайцзицюань широко практиковался в Китае еще с XVII века. После создания Китайской Народной Республики популярность тайцзицюань значительно возросла в связи с принятием упрощенной системы. С этого времени упражнения тайцзицюань начали изучаться в школах, на фабриках, заводах, предприятиях и стали составной частью лечения в больницах и санаториях Китая. Сегодня тайцзыцюань и цигун объединяют миллионы людей по всему миру.